# German Masters (Snooker)
Das German Masters (ehemals auch die German Open) ist ein Profi-Snookerturnier, das zu den Turnieren der World Snooker Tour gehört.

## Geschichte
Die German Open wurden zwischen 1995 und 1997 ausgetragen und hatten den Status eines Weltranglistenturniers der Profitour. Die damaligen Spielorte waren Frankfurt, Osnabrück und Bingen. Nachdem die Veranstaltung den Status eines Weltranglistenturniers verloren hatte, fand sie 1998 noch einmal unter dem Namen German Masters statt. Danach wurde sie eingestellt.
Mit dem Paul Hunter Classic (anfangs als Grand Prix Fürth) gab es ab 2004 wieder ein deutsches Turnier mit Profibeteiligung. Obwohl es nicht zur Main Tour gehörte, entwickelte es sich zu einem sehr beliebten Turnier. Ab 2010 wurde es Bestandteil der PTC-Serie und somit der Profitour, allerdings wegen der Beteiligung von Amateurspielern nur als Minor-Ranking-Turnier. Vor der Saison 2010/11 wurde bekanntgegeben, dass im Februar 2011 auch wieder ein vollwertiges Ranglistenturnier in Deutschland stattfinden würde. Das Turnier feierte dann als wiederbelebtes German Masters vom 2. bis 6. Februar 2011 im Tempodrom in Berlin Premiere. Maßgeblich daran beteiligt war Brandon Parker als Offizieller von World Snooker, der bereits an der Etablierung des Paul Hunter Classic beteiligt war. Während der fünftägigen Veranstaltung kamen 14.000 zahlende Zuschauer ins Tempodrom. Das Finale gewann Mark Williams gegen Mark Selby.
2012 stieg die Zuschauerzahl auf 20.000. Mit PartyPoker.net gab es zudem erstmals einen namensgebenden Hauptsponsor.
2014 versuchte man, das Starterfeld in Berlin von 32 auf 64 Spieler zu erhöhen. Da man trotzdem bei 5 Veranstaltungstagen blieb, musste man an 8 Turniertischen spielen und mit einem davon in eine Nebenarena ausweichen. Nach einem Jahr kehrte man aber wieder zum alten Modus (32 Spieler) zurück.
2016 wurde das Paul Hunter Classic aufgewertet, so dass es ab dieser Saison zwei offizielle deutsche Ranglistenturniere gab, die aber nach wie vor ein unterschiedliches Format hatten und von denen das German Masters das deutlich höher dotierte Turnier blieb.
In den Jahren 2017 und 2018 wechselten zwei Mal die namensgebenden Sponsoren, 2017 gewann Anthony Hamilton sein erstes Ranglistenturnier durch den 9:6-Finalsieg über Ali Carter. 2019 gewann mit Kyren Wilson erstmals ein Spieler beide deutsche Turniere in einer Saison.
2021 wurde das Turnier einmalig nach Milton Keynes in England verlegt. Grund war die Covid-19-Pandemie, die besondere Hygienemaßnahmen erforderlich machte und wegen der alle Reiseaktivitäten der Profitour, auch innerhalb Englands, eingestellt wurden. Alle vorangegangenen Turniere der Saison hatten in Milton Keynes stattgefunden. Am Vortag des Turnierbeginns gab der Weltverband bekannt, die Trophäe nach dem 2020 verstorbenen Brandon Parker zu benennen.
2022 gab es zum ersten Mal ein rein chinesisches Finale und zum ersten Mal einen „Whitewash“: Zhao Xintong schlug seinen Landsmann Yan Bingtao mit 9:0.
Judd Trump gewann das Turnier 2024 und wurde mit seinem dritten Titelgewinn alleiniger Rekordsieger des Turniers.

## Modus
1995 wurde ein Qualifikationswettbewerb mit 9 Runden veranstaltet. In der untenstehenden Tabelle ist die Reihenfolge zu sehen:
| Qualifikationsrunde 1      | Qualifikationsrunde 2                                 | Qualifikationsrunde 3    | Qualifikationsrunde 4    | Qualifikationsrunde 5   | Qualifikationsrunde 6 Letzten 128 | Qualifikationsrunde 7 Letzten 96 | Qualifikationsrunde 8 Letzten 64 | Qualifikationsrunde 9 Letzten 48 |
| -------------------------- | ----------------------------------------------------- | ------------------------ | ------------------------ | ----------------------- | --------------------------------- | -------------------------------- | -------------------------------- | -------------------------------- |
| Plätze 346–384 (Gesetzt)   | Plätze 257–320 (Gesetzt)                              | Plätze 193–256 (Gesetzt) | Plätze 129–192 (Gesetzt) | Plätze 65–128 (Gesetzt) | 64 Sieger Qualirunde 5            | Plätze 33–64 (Gesetzt)           | 32 Sieger Qualirunde 7           | Plätze 17–32 (Gesetzt)           |
| Plätze 385–423 (Ungesetzt) | Plätze 321–345 (Ungesetzt) (+ 39 Sieger Qualirunde 1) | 64 Sieger Qualirunde 2   | 64 Sieger Qualirunde 3   | 64 Sieger Qualirunde 4  | -                                 | 32 Sieger Qualirunde 6           | -                                | 16 Sieger Qualirunde 8           |

Die 16 Sieger der Qualifikationsrunde 9 qualifizierten sich für die Runde der Letzten 32, wo sich die Plätze 1–16 der Weltrangliste befanden und in Frankfurt - Messe bis zum Finale das Hauptturnier veranstaltet wurde.
- 1996 wurde der Qualifikationswettbewerb mit 9 Runden veranstaltet. Es nahmen etwas weniger Spieler teil, dafür wurde die Runde der letzten 32 im Rahmen der Qualifikation veranstaltet und die Top 16 mussten sich qualifizieren. In der untenstehenden Tabelle ist die Reihenfolge zu sehen:

| Qualifikationsrunde 1      | Qualifikationsrunde 2                                 | Qualifikationsrunde 3    | Qualifikationsrunde 4   | Qualifikationsrunde 5 Letzten 128 | Qualifikationsrunde 6 Letzten 96 | Qualifikationsrunde 7 Letzten 64 | Qualifikationsrunde 8 Letzten 48 | Qualifikationsrunde 9 Letzten 32 |
| -------------------------- | ----------------------------------------------------- | ------------------------ | ----------------------- | --------------------------------- | -------------------------------- | -------------------------------- | -------------------------------- | -------------------------------- |
| Plätze 260–320 (Gesetzt)   | Plätze 193–256 (Gesetzt)                              | Plätze 129–192 (Gesetzt) | Plätze 65–128 (Gesetzt) | 64 Sieger Qualirunde 4            | Plätze 33–64 (Gesetzt)           | 32 Sieger Qualirunde 6           | Plätze 17–32 (Gesetzt)           | Plätze 1–16 (Gesetzt)            |
| Plätze 321–381 (Ungesetzt) | Plätze 257–259 (Ungesetzt) (+ 61 Sieger Qualirunde 1) | 64 Sieger Qualirunde 2   | 64 Sieger Qualirunde 3  | -                                 | 32 Sieger Qualirunde 5           | -                                | 16 Sieger Qualirunde 7           | 16 Sieger Qualirunde 8           |

Das Turnier begann ab dem Achtelfinale und wurde bis zum Finale in Osnabrück veranstaltet.
- 1997 wurde der Qualifikationswettbewerb mit 3 Runden veranstaltet. Es nahmen insgesamt 96 Spieler teil. 80 Spieler mussten den Qualifikationswettbewerb bestreiten. In der untenstehenden Tabelle ist die Reihenfolge zu sehen:

| Qualifikationsrunde 1 Letzten 96 | Qualifikationsrunde 2 Letzten 64 | Qualifikationsrunde 3 Letzten 48 |
| -------------------------------- | -------------------------------- | -------------------------------- |
| Plätze 33–64 (Gesetzt)           | 32 Sieger Qualirunde 1           | Plätze 17–32 (Gesetzt)           |
| Plätze 65–96 (Ungesetzt)         | -                                |                                  |

Die 16 Sieger der 3. Qualifikationsrunde qualifizierten sich für die Runde der Letzten 32, wo sich die Plätze 1–16 der Weltrangliste befanden und eine Wildcard-Runde vorab mit den 4 Schlechtplatzierten Qualifikanten bis zum Finale einschließlich in Bingen veranstaltet wurde.
- 1998 wurde das Turnier mit 12 Spieler veranstaltet. In der 1 Runde ermittelten 8 Spieler, 4 Sieger für das Viertelfinale in dem 4 Spieler gesetzt wurden. Dann folgte das Halbfinale sowie das Finale.
- 2011 und 2012 wurde das Turnierformat von 1997 übernommen.
- 2013 wurde der Qualifikationswettbewerb auf 2 Runden geändert. In Runde 1 trafen die Plätze 33–64 (Gesetzt) auf die Plätze 65–96 (Ungesetzt) aufeinander. Die 32 Sieger rückten in die 2 Runde auf, wo die Plätze 1–32 (Gesetzt) wurden. 10 Partien dieser 2 Runde wurden als Held Over nach Berlin ins Tempodrom verlegt.
- 2014 mussten alle Spieler ein Qualifikationsmatch bestreiten um sich für die Main-Arena Tempodrom zu qualifizieren. Das Turnier begann mit der Runde der letzten 64 im Tempodrom und endete mit dem Finale.
- Von 2015 bis 2023 wurde der Qualifikationswettbewerb mit 2 Runden veranstaltet, Runde 1 (L128), Runde 2 (L64) die Spieler mussten 2 Qualimatches gewinnen. Ab der Runde der letzten 32 wurde im Tempodrom gespielt.
- 2024 wurde das Format von 2014 übernommen, wobei der Titelverteidiger, Weltmeister sowie die Plätze 3–8 der Rangliste ihr Qualimatch erst im Tempodrom spielten.
- Ab 2025 wird das Turnier ähnlich wie 2013 veranstaltet. Die Plätze 1–32 der Weltrangliste sind in der 1 Runde (L64) gesetzt und starten im Tempodrom. Dort treffen sie auf 32 Sieger aus dem Qualifikationswettbewerb der in 2 Qualirunden veranstaltet wird, Qualifikationsrunde 1: Plätze 65–96 (Gesetzt) gegen die Plätze 97–128 (Ungesetzt) und Qualifikationsrunde 2: Plätze 33–64 (Gesetzt) gegen die 32 Sieger aus Qualifikationsrunde 1.

## Sieger
| Jahr                                           | Austragungsort                         | Sieger                                 | Ergebnis                               | Finalist                               | Hauptsponsor                           | Saison                                 |
| German Open – Ranglistenturnier-Status         | German Open – Ranglistenturnier-Status | German Open – Ranglistenturnier-Status | German Open – Ranglistenturnier-Status | German Open – Ranglistenturnier-Status | German Open – Ranglistenturnier-Status | German Open – Ranglistenturnier-Status |
| ---------------------------------------------- | -------------------------------------- | -------------------------------------- | -------------------------------------- | -------------------------------------- | -------------------------------------- | -------------------------------------- |
| 1995                                           | Frankfurt – Messe                      | John Higgins                           | 9:3                                    | Ken Doherty                            | –                                      | 1995/96                                |
| 1996                                           | Osnabrück – British Army Base          | Ronnie O’Sullivan                      | 9:7                                    | Alain Robidoux                         | –                                      | 1996/97                                |
| 1997                                           | Bingen – Atlantis Rheinhotel           | John Higgins                           | 9:4                                    | John Parrott                           | –                                      | 1997/98                                |
| German Masters – kein Ranglistenturnier-Status |                                        |                                        |                                        |                                        |                                        |                                        |
| 1998                                           | Bingen – Atlantis Rheinhotel           | John Parrott                           | 6:4                                    | Mark Williams                          | –                                      | 1998/99                                |
| German Masters – Ranglistenturnier-Status      |                                        |                                        |                                        |                                        |                                        |                                        |
| 2011                                           | Berlin Tempodrom                       | Mark Williams                          | 9:7                                    | Mark Selby                             | –                                      | 2010/11                                |
| 2012                                           | Berlin Tempodrom                       | Ronnie O’Sullivan                      | 9:7                                    | Stephen Maguire                        | partypoker.net                         | 2011/12                                |
| 2013                                           | Berlin Tempodrom                       | Allister Carter                        | 9:6                                    | Marco Fu                               | Betfair                                | 2012/13                                |
| 2014                                           | Berlin Tempodrom                       | Ding Junhui                            | 9:5                                    | Judd Trump                             | –                                      | 2013/14                                |
| 2015                                           | Berlin Tempodrom                       | Mark Selby                             | 9:7                                    | Shaun Murphy                           | Kreativ Dental                         | 2014/15                                |
| 2016                                           | Berlin Tempodrom                       | Martin Gould                           | 9:5                                    | Luca Brecel                            | 918.com                                | 2015/16                                |
| 2017                                           | Berlin Tempodrom                       | Anthony Hamilton                       | 9:6                                    | Allister Carter                        | F66.com                                | 2016/17                                |
| 2018                                           | Berlin Tempodrom                       | Mark Williams                          | 9:1                                    | Graeme Dott                            | D88                                    | 2017/18                                |
| 2019                                           | Berlin Tempodrom                       | Kyren Wilson                           | 9:7                                    | David Gilbert                          | D88                                    | 2018/19                                |
| 2020                                           | Berlin Tempodrom                       | Judd Trump                             | 9:6                                    | Neil Robertson                         | BetVictor                              | 2019/20                                |
| 2021                                           | Milton Keynes – Marshall Arena         | Judd Trump                             | 9:2                                    | Jack Lisowski                          | BildBet                                | 2020/21                                |
| 2022                                           | Berlin – Tempodrom                     | Zhao Xintong                           | 9:0                                    | Yan Bingtao                            | BetVictor                              | 2021/22                                |
| 2023                                           | Berlin – Tempodrom                     | Allister Carter                        | 10:3                                   | Tom Ford                               | BetVictor                              | 2022/23                                |
| 2024                                           | Berlin – Tempodrom                     | Judd Trump                             | 10:5                                   | Si Jiahui                              | BetVictor                              | 2023/24                                |
| 2025                                           | Berlin – Tempodrom                     | Kyren Wilson                           | 10:9                                   | Barry Hawkins                          | Machineseeker                          | 2024/25                                |

## Preisgelder
| Jahr | Gesamt    | Gewinner  |
| ---- | --------- | --------- |
| 2011 | 280.000 £ | 50.000 £  |
| 2012 | 280.000 £ | 50.000 £  |
| 2013 | 300.000 £ | 60.000 £  |
| 2014 | 337.976 £ | 80.000 £  |
| 2015 | 335.000 £ | 80.000 £  |
| 2016 | 363.000 £ | 80.000 £  |
| 2017 | 363.000 £ | 80.000 £  |
| 2018 | 363.000 £ | 80.000 £  |
| 2019 | 395.000 £ | 80.000 £  |
| 2020 | 400.000 £ | 80.000 £  |
| 2021 | 400.000 £ | 80.000 £  |
| 2022 | 400.000 £ | 80.000 £  |
| 2023 | 427.000 £ | 80.000 £  |
| 2024 | 427.000 £ | 80.000 £  |
| 2025 | 550.400 £ | 100.000 £ |

## Bildergalerie

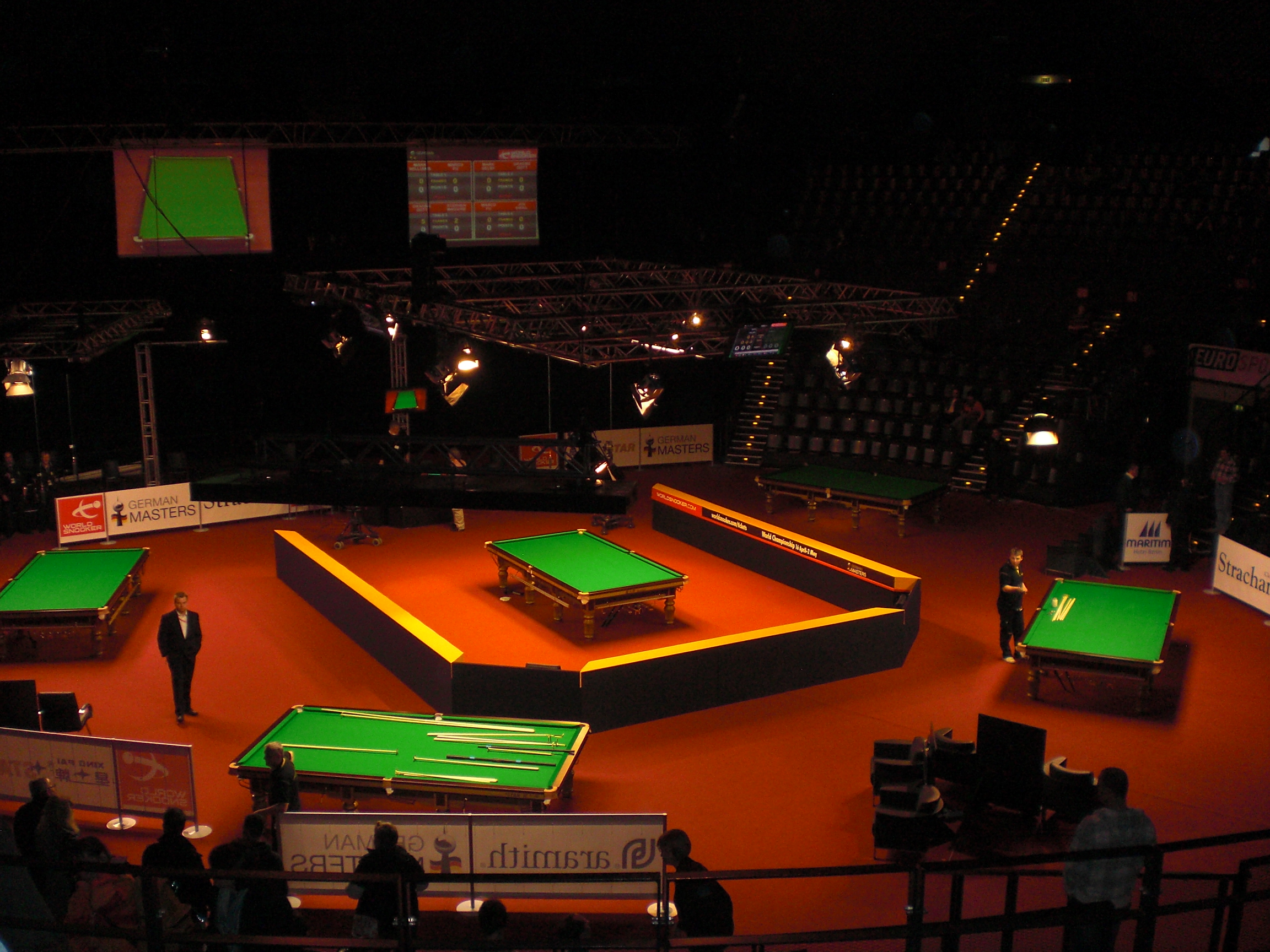
Tischaufstellung in den Vorrunden (bis 2013)
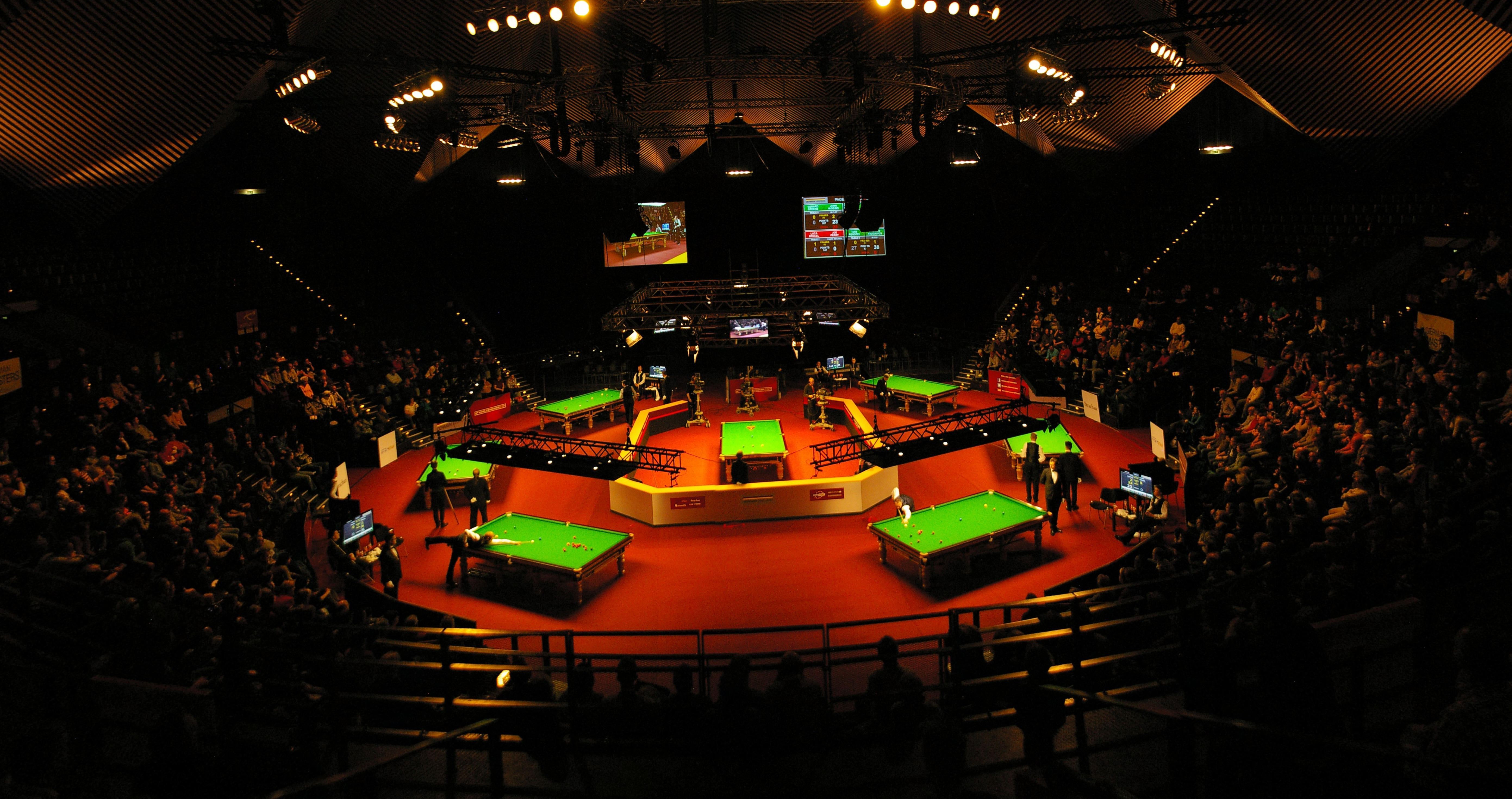
Tischaufstellung in den Vorrunden (2014)
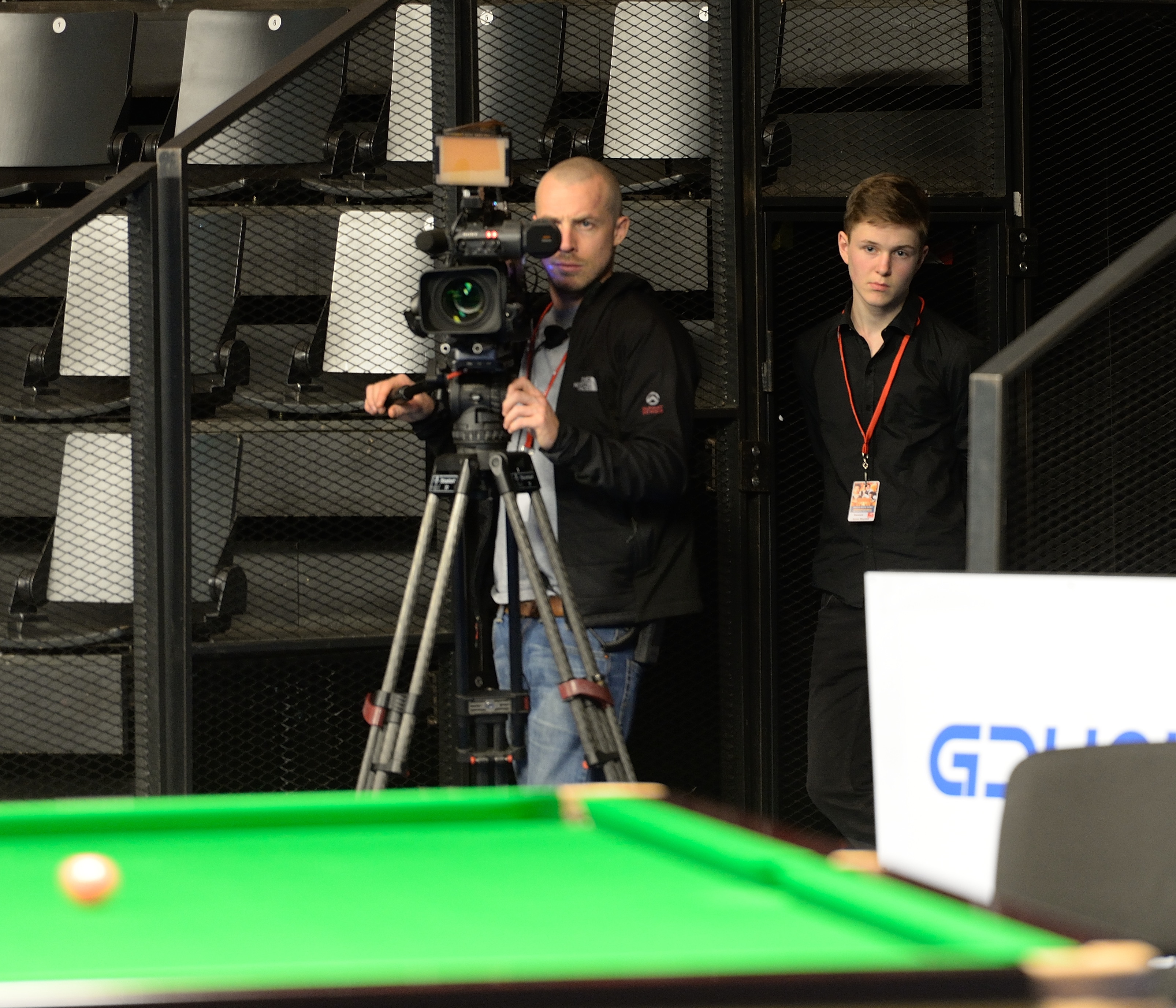
TV-Übertragung, Saalkontrolle durch ehrenamtliche Stewards
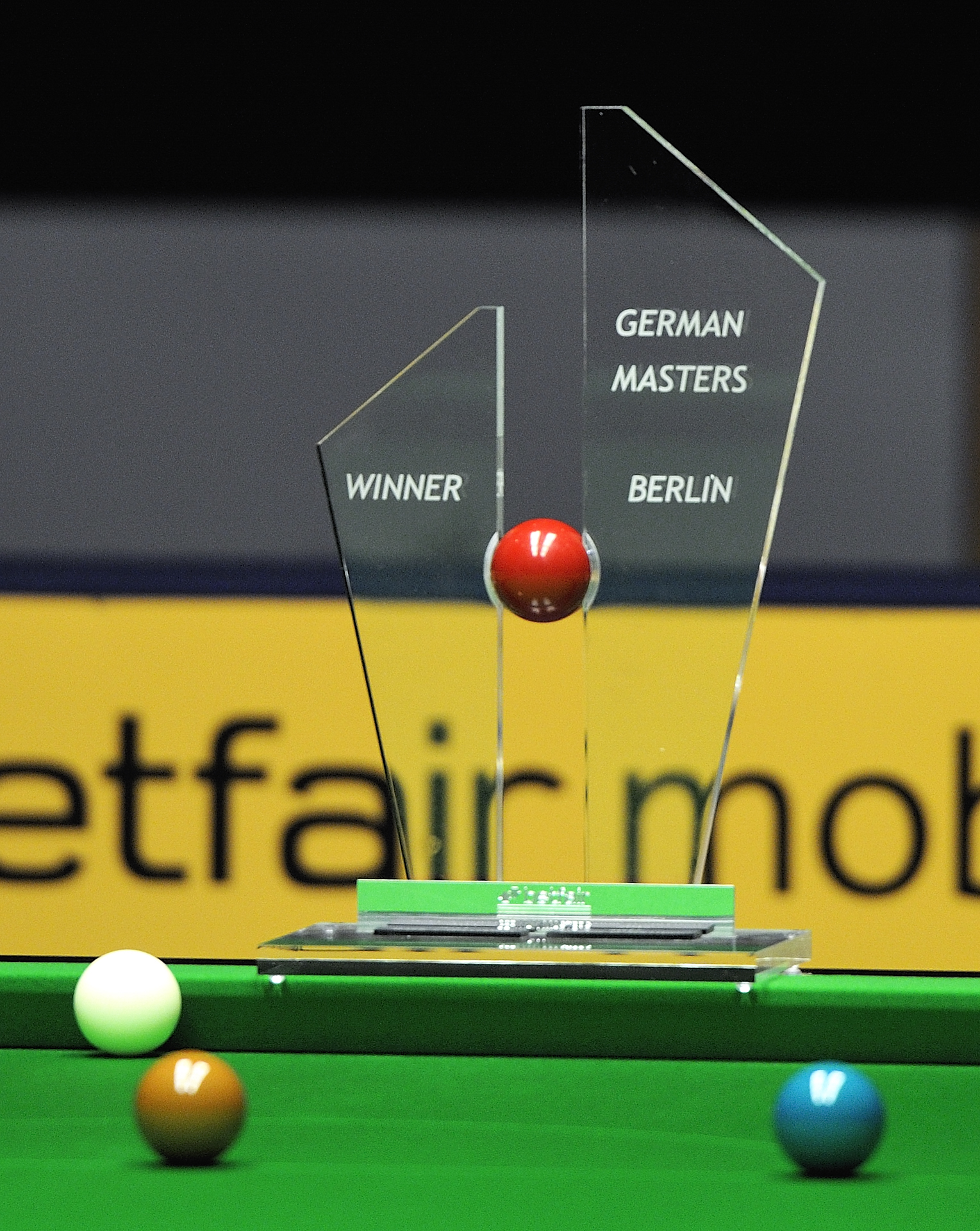
Der Pokal (2013)
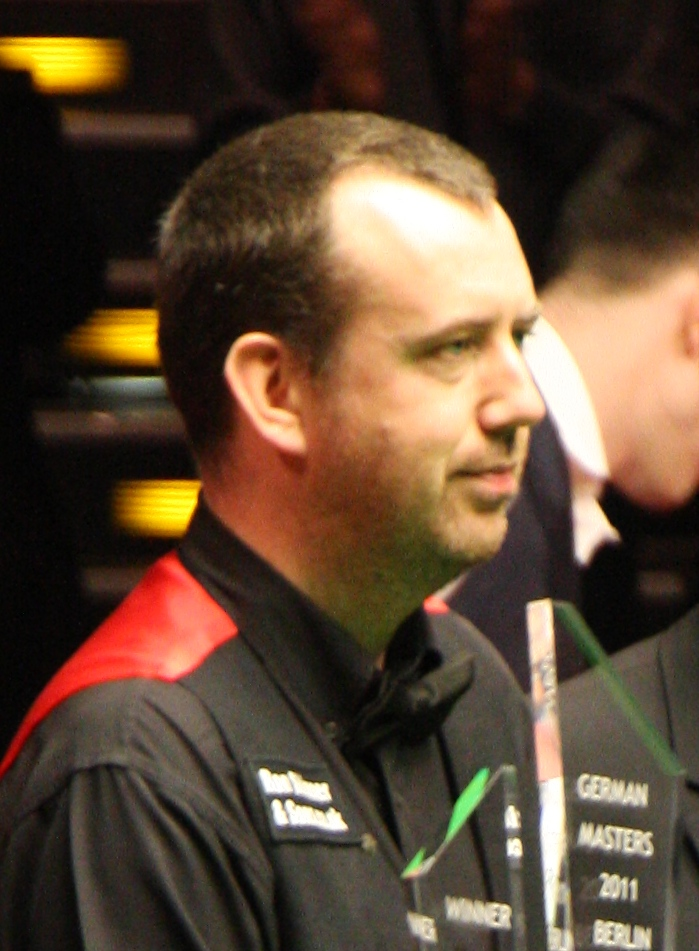
Sieger 2011: Mark J. Williams
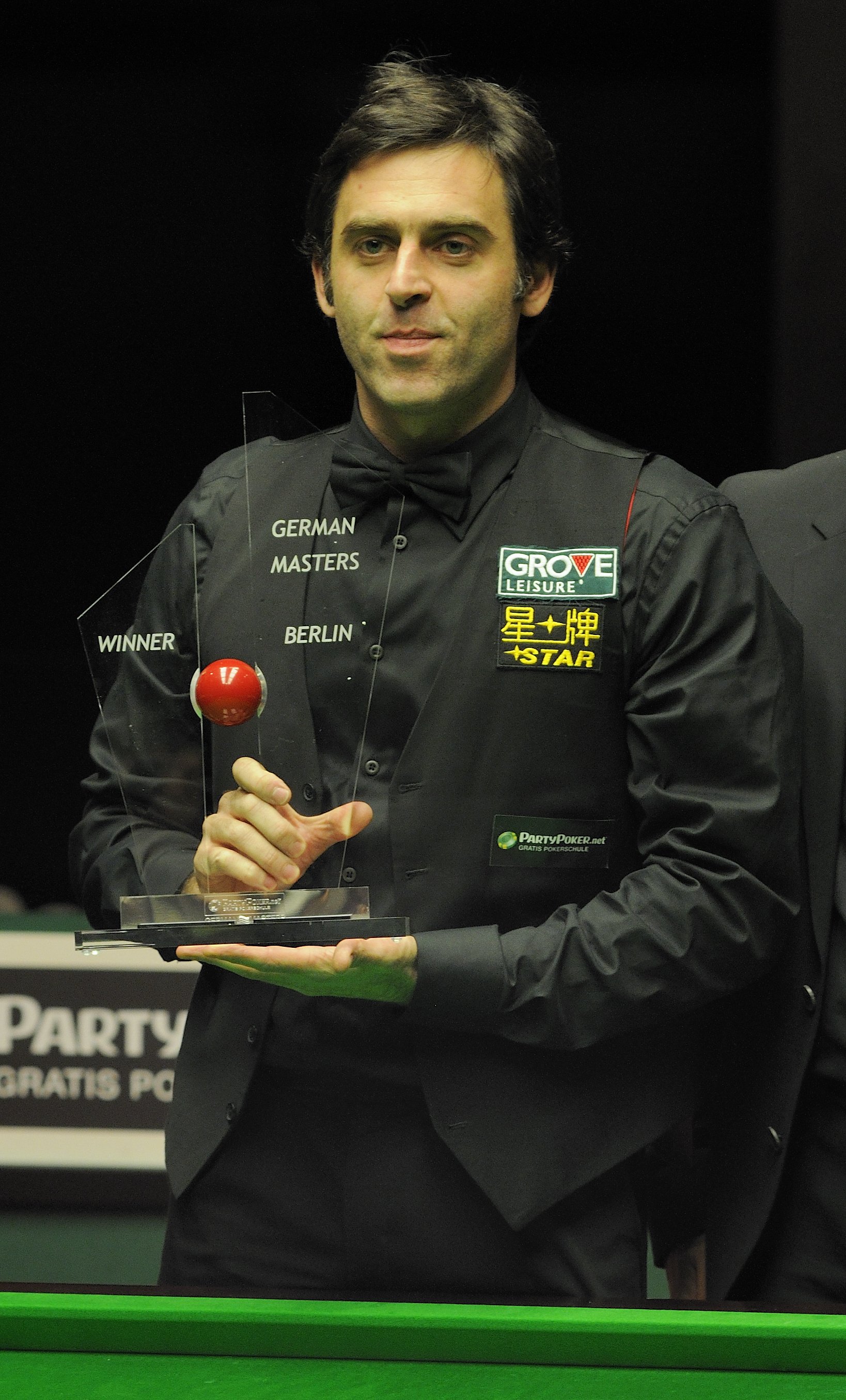
Sieger 2012: Ronnie O’Sullivan
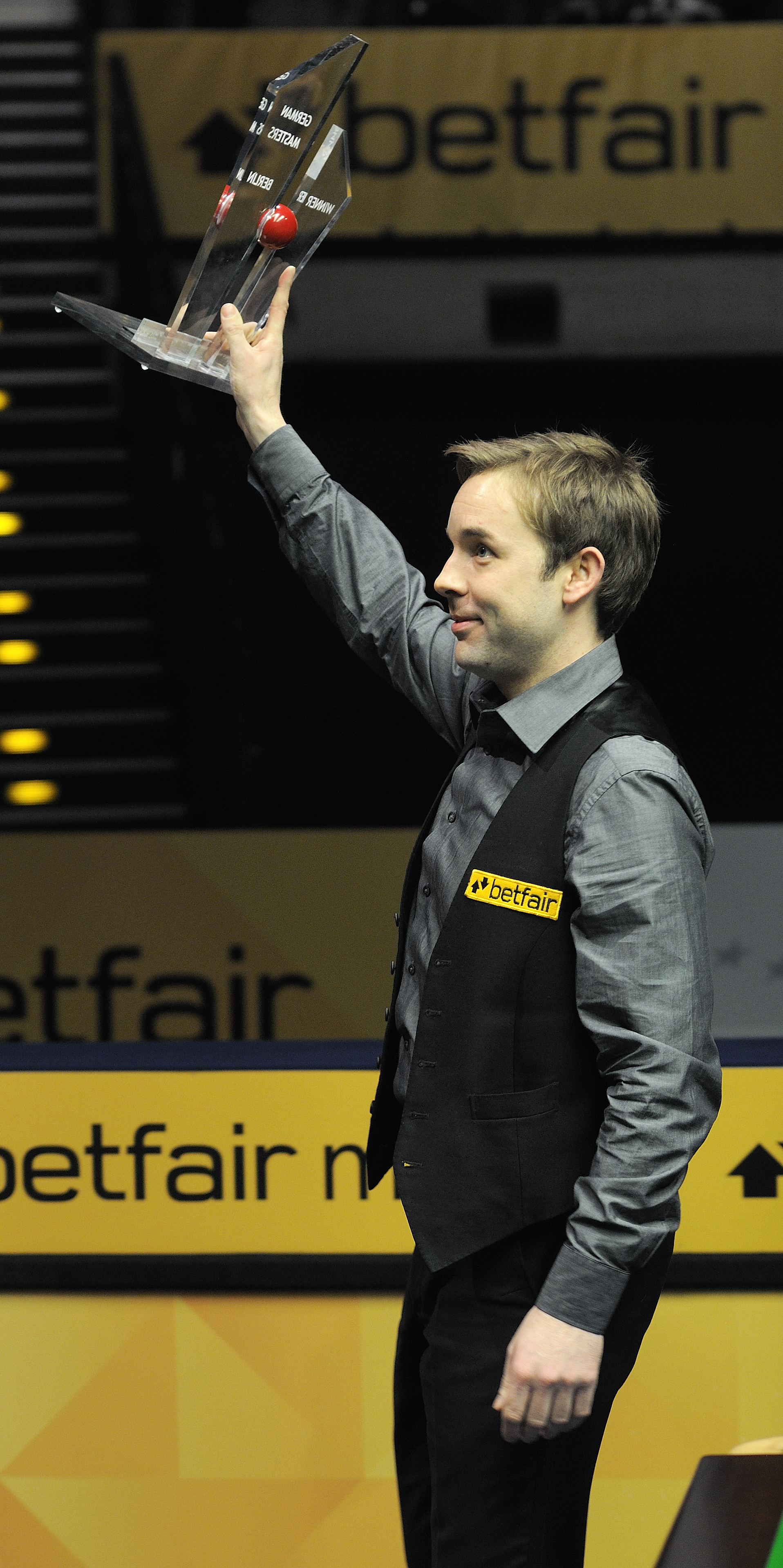
Sieger 2013: Allister Carter
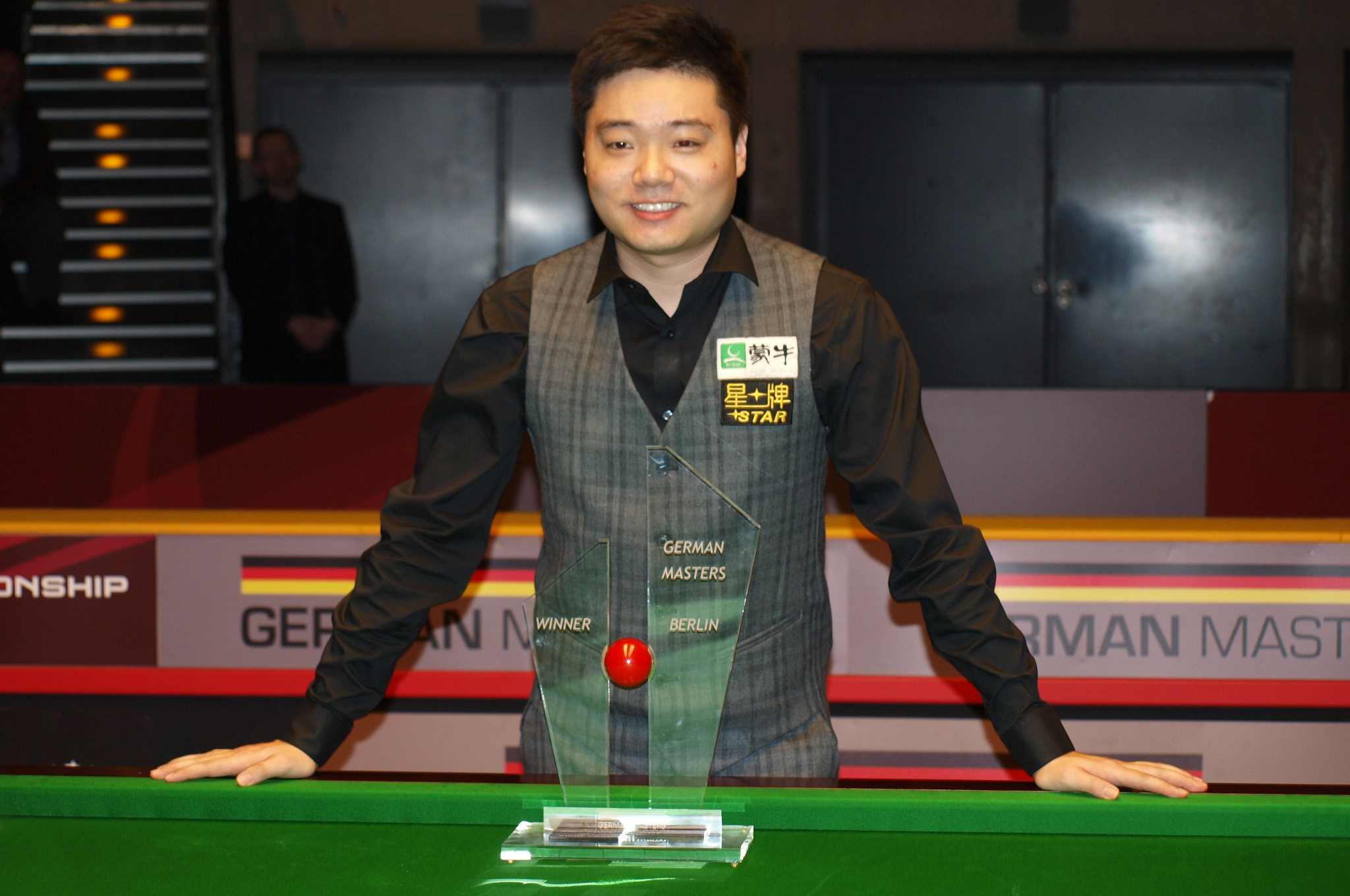
Sieger 2014: Ding Junhui
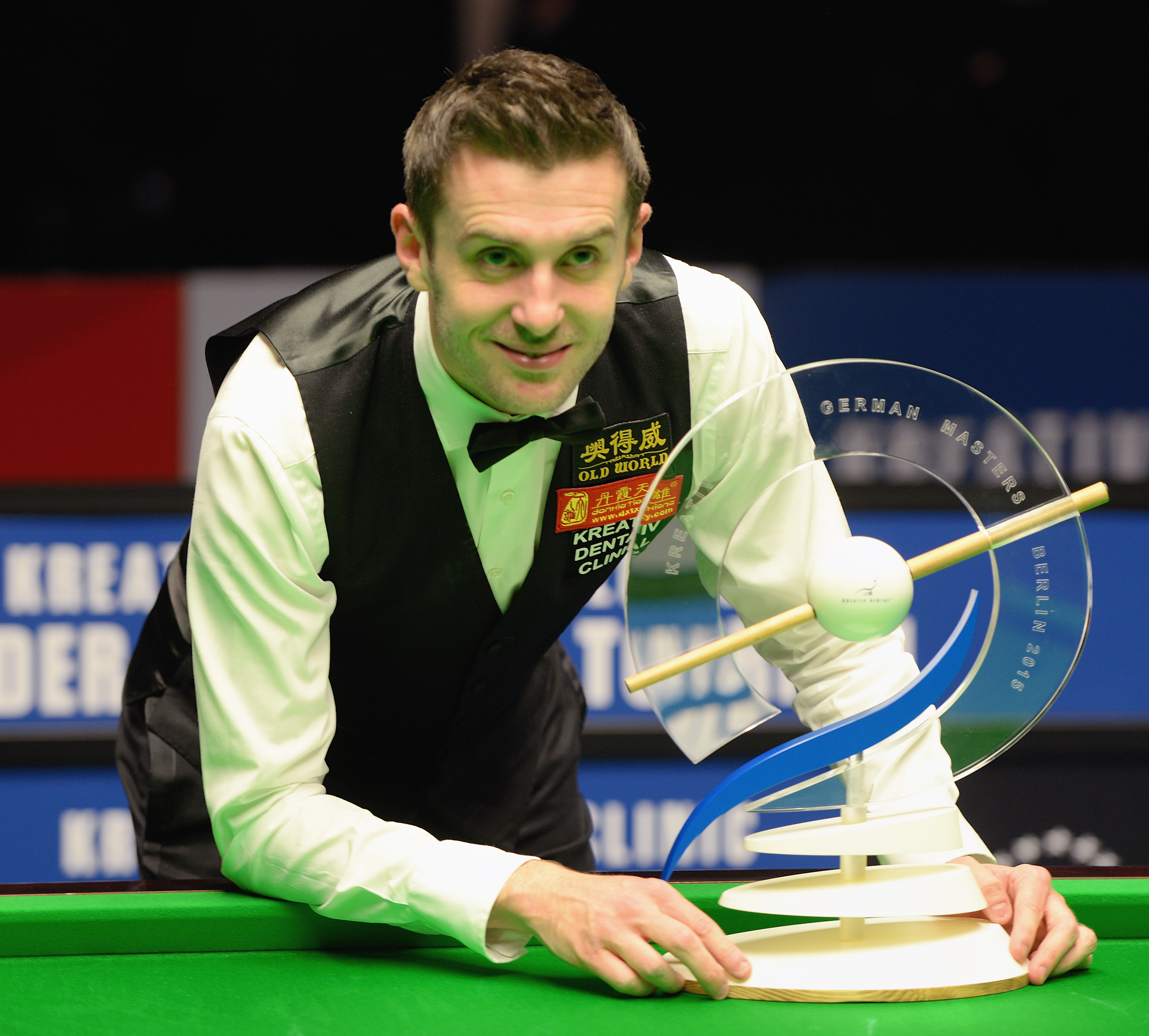
Sieger 2015: Mark Selby